# 선더 존
《선더 존》은 데이터 이스트가 제작한 아케이드 런 앤 건 비디오 게임이다. 북미 지역에선 《데저트 어썰트》라는 제목으로 출시됐다.
최대 4인의 플레이어가 스테이지 내의 적들과 전투해 돌파하는 것이 게임의 목표이다.

## 반응
일본 잡지 〈게임 머신〉 1991년 6월 15일호에서 《선더 존》을 그 달 4번째로 가장 인기있는 아케이드 게임으로 선정했다.

## 참조

### 주해
1. ↑  영어: Thunder Zone, 일본어: サンダーゾーン
2. ↑  영어: Desert Assault